# Oregodasys pacificus
Oregodasys pacificus is een buikharige uit de familie Thaumastodermatidae. Het dier komt uit het geslacht Oregodasys. Oregodasys pacificus werd in 1974 voor het eerst wetenschappelijk beschreven door Schmidt. 